# Folklore
Folklore (uit het Engels, letterlijk volksleer) of volkskunst is alles wat een regionale, nationale of internationale gemeenschap of groepering aan gezamenlijke cultuur, zeden en gewoonten, tradities, rituelen of gebruiken creëert of heeft gecreëerd. Hierin weerspiegelt gewoonlijk het normale leven, een levensbeschouwing, geloofsovertuiging, levensgevoel of idealen. Bij folklore gaat het om dingen die betekenis hadden en hebben in het alledaagse bestaan, zoals poëzie, overleveringen, liederen, muziek, verhalen, sprookjes, sagen en epische vertellingen, dansvormen, alsook bepaalde vormen van beeldende kunst, van decoratieve toegepaste kunst en van architectuur. Diverse niet-kerkelijke tradities, rituelen en bijvoorbeeld oude recepten, worden vaak ook tot de folklore gerekend.

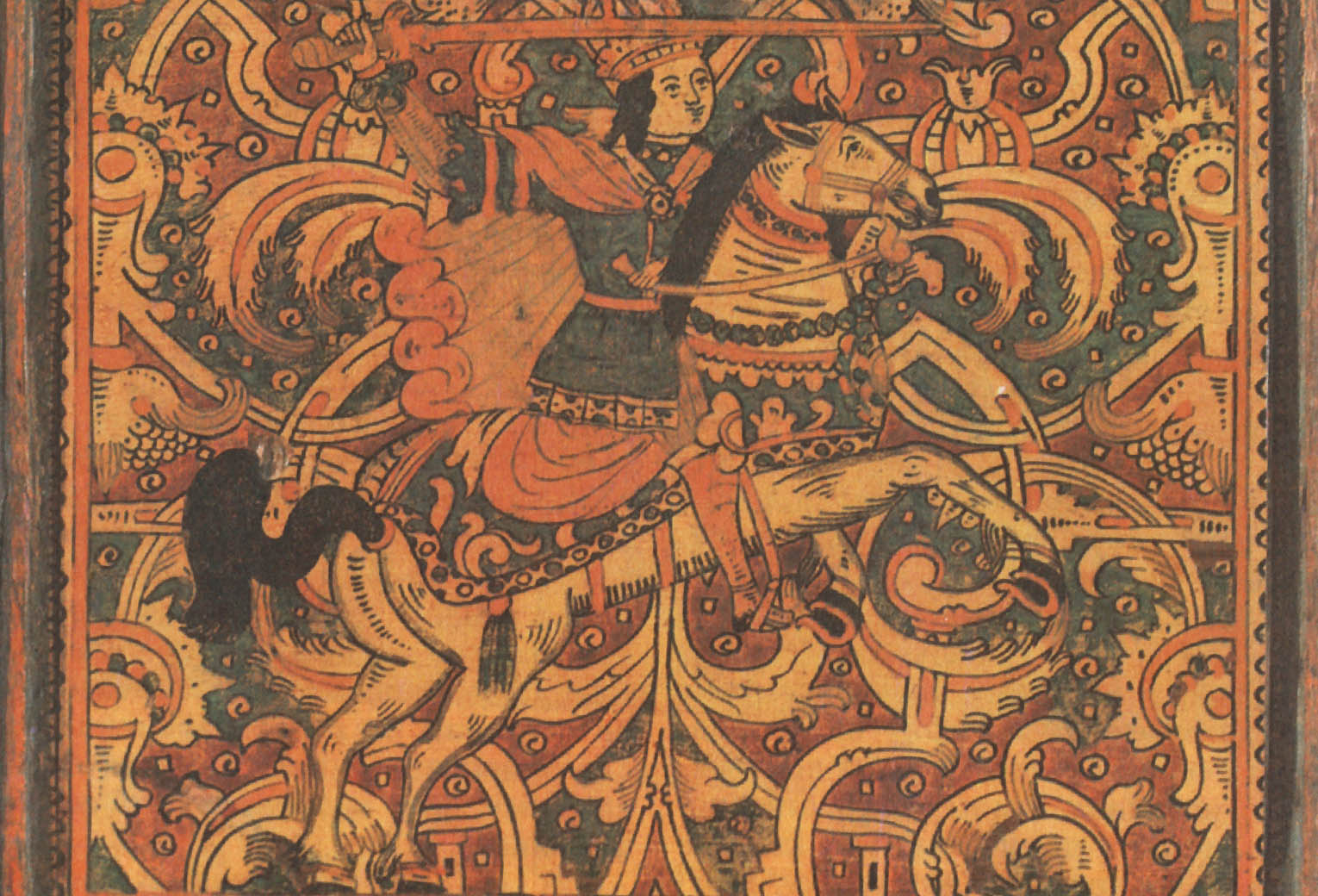
Beschilderde deksel; voorbeeld van Russische volkskunst, 18e eeuw

Het is moeilijk een precieze definitie te geven van “folklore” omdat het niet statisch en onveranderlijk is. Folklore bevindt zich constant in een ontwikkelingsproces. Zo kunnen oude volksliederen worden uitgevoerd in een arrangement met moderne instrumenten, er kunnen nieuwe sprookjes ontstaan met moderne thema's, Nederlandse volksmuziek kan worden beïnvloed door Amerikaanse rock-'n-roll, wat van latere tijd is, anderzijds kunnen folklore-elementen doordringen in moderne kunstvormen.

## Folklore-evenementen en festivals
Folklore-evenementen en festivals worden overal ter wereld georganiseerd. Daar kunnen bezoekers kennismaken met de dans, de kunst, de muziek, de traditionele kleding en oude en bestaande gebruiken van allerlei regio's en volkeren. Sommige optredende ensembles zijn professioneel en reizen naar alle continenten om hun cultuur met anderen te delen. Typerend voor veel folklorefestivals is de gemoedelijke en familiaire sfeer.

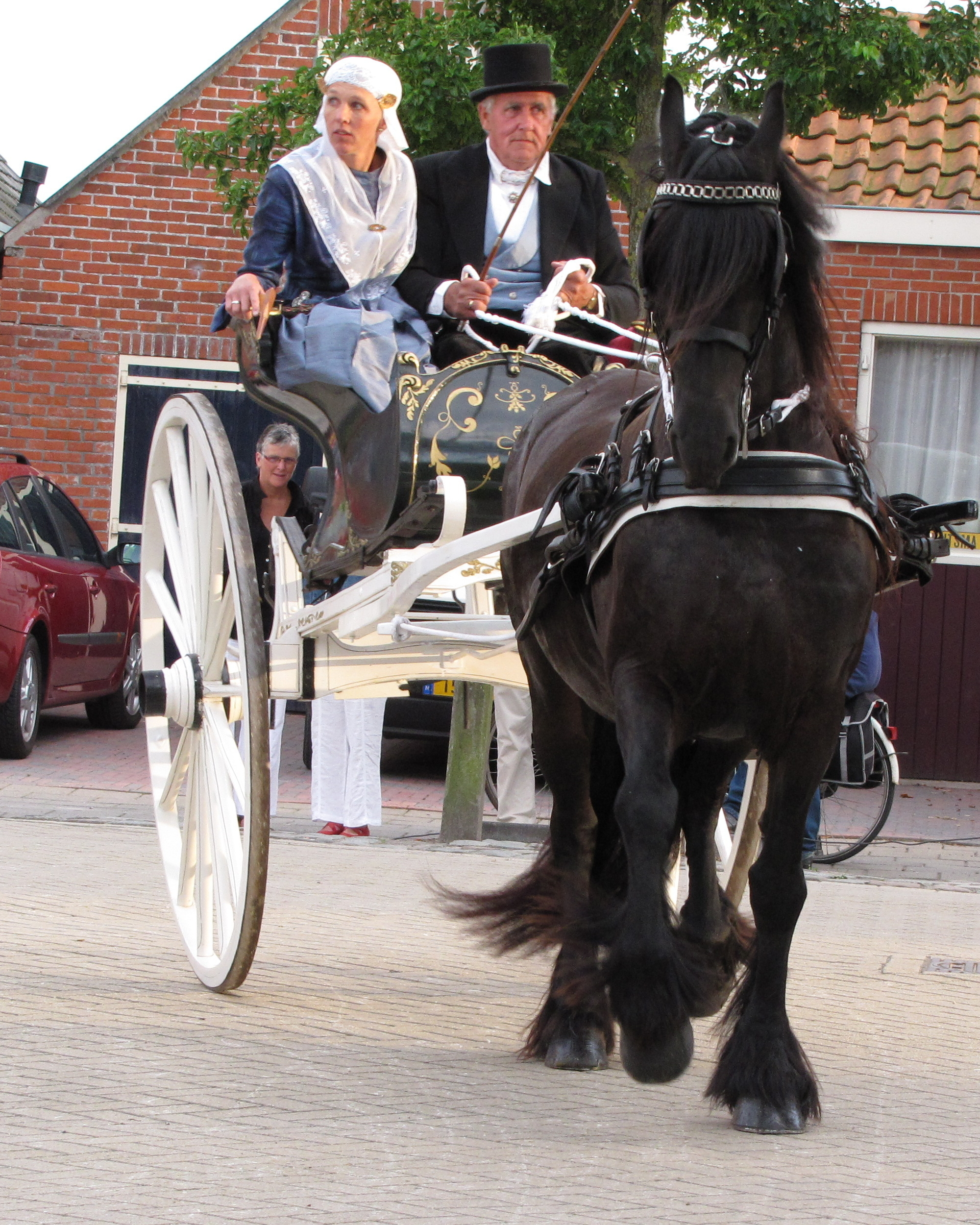
Ringrijden in Lioessens

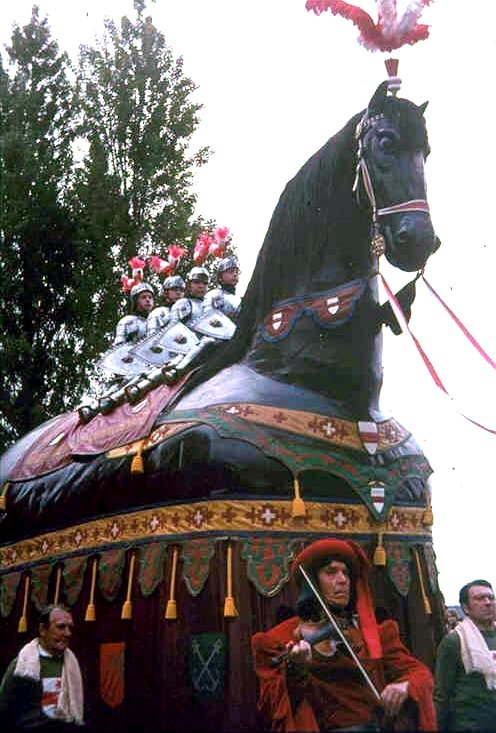
ommegang van Ros Beiaard in Dendermonde

## Volksdans
De folklore dans of volksdans zijn dansfiguren uit oude tijden die zo in het alledaagse leven niet meer worden gedanst. Het kan om het dansen in paren of in groepen gaan of mengvormen, men danst dan in paren maar in een grotere groep worden bepaalde figuren gedanst. Overal ter wereld kent men deze vorm van ontspanning, de dansfiguren verschillen vaak per regio maar zijn soms ook door emigratie uit een regio in het ene land naar een regio in een ander land geëxporteerd, bijvoorbeeld de barn dance van het Europese platteland naar de Verenigde Staten. Sommige nationale dansen zijn wereldwijd verspreid en worden nog altijd gedanst, zoals de Argentijnse tango of de Weense wals. Deze worden niet tot het volksdansen gerekend. Een bekende volksdans waarvan de choreografie en muziek voor een  film is gecreëerd en zo wereldberoemd werd, is de Griekse Sirtaki.

### Nederland
In Nederland zijn er verschillende stromingen. De federatie van Folkloristische Groepen in Nederland (FFGN) kenmerkt zich door een 70-tal groepen die streekgebonden dansen in streekdrachten presenteren.
De Nederlandse volksdansers richten zich ook op de buitenlandse dansculturen, de belangen daarvan worden door de Stichting Syncoop en Kunstfactor sector volksdans behartigd. Daarnaast is Stichting Platform Nederlandse Folklore actief om meer aandacht te krijgen voor deze stromingen en de groepen in Nederland die alleen Nederlands dansen brengen, maar ook uit niet eigen streken met niet eigen streekdrachten.

## Volksmuziek
Bij feestelijkheden, bij gezamenlijk werk, of bij begrafenissen wordt van oudsher gezongen, veel liederen zijn in onbruik geraakt, ook werd er muziek gespeeld op instrumenten die nu niet meer algemeen verbreid zijn. Het zingen en spelen van deze muziek wordt ook tot de folklore gerekend. Vanuit de folklore kan het weer in de populaire cultuur terechtkomen, zoals het lied Bella Ciao dat in Italië traditioneel door vrouwen bij het werk op het land werd gezongen en door gebruik in een Internet-serie een download-hit werd.

## Klederdracht
De normale kleding die men vroeger droeg, bij het werk of bij feestelijke gelegenheden, maar uit de mode is geraakt, noemt men klederdracht. Ook de oude kledingstijlen, en het vervaardigen ervan, worden tot de folklore gerekend.

## Gebruiken en ambachten in België en Nederland
Folkloristische gebruiken uit oude tijden in België en Nederland zijn bijvoorbeeld het ringsteken, sjoelen, polsstokverspringen, kantklossen, midwinterblazen en het planten van een meiboom. Het houden van processies, het vieren van carneval, het maken van paasvuren, de Elfstedentocht, Nijmeegse Wandelvierdaagse of het Sinterklaasfeest zijn voorbeelden van levende folklore.
Folkloristische ambachten in Nederland zijn ouderwetse vervaardigingsmethoden die nu niet meer grootschalig op deze manier worden toegepast zoals het met de hand vlechten van manden en bijenkorven, spinnen, handmatig weven en het met de hand maken van klompen.

## Folklorefestivals in Nederland en België
In Nederland is Op Roakeldais in Warffum een bekend folkloristisch festival. Een ander groot internationaal folkloristisch festival is het jaarlijks terugkerende SIVO in Odoorn. In Brunssum wordt om de vier jaar het grootste folklorefestival van Nederland georganiseerd: de Folkloriade. Enkele van de grootste folklorefestivals in België zijn die van Lichtervelde, Schoten, Leuven, Doornik, Moerbeek, Edegem en Mariekerke (Bornem).

## Folklore in populaire cultuur
De Brabantse schilder Pieter Bruegel de Oude beeldde in zijn doeken veel alledaagse gebruiken af. Ook striptekenaar Willy Vandersteen verwerkte traditionele verhalen en folklore in zijn stripverhalen.

## Websites
- folklore.mariekerke.eu